# Dietrich von der Schulenburg (Politiker)

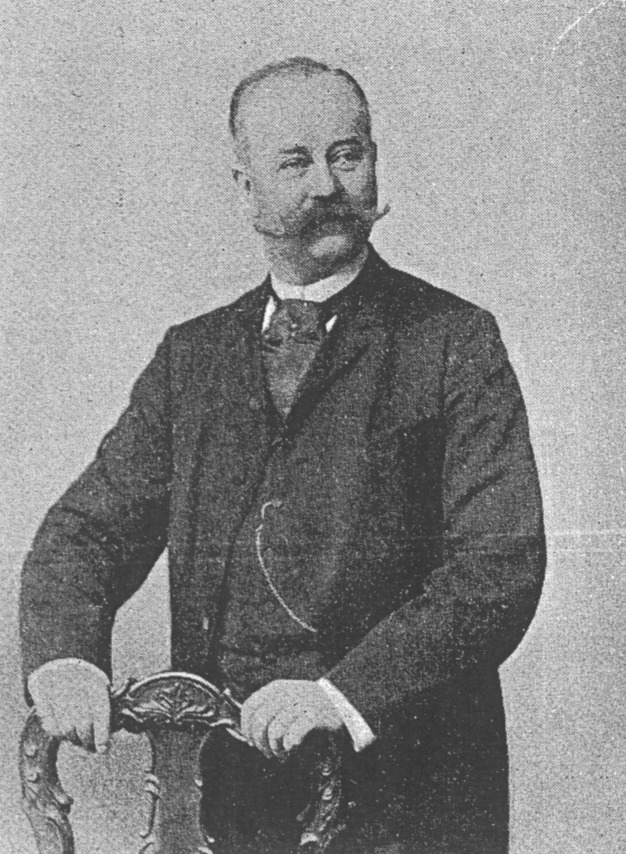
Dietrich von der Schulenburg

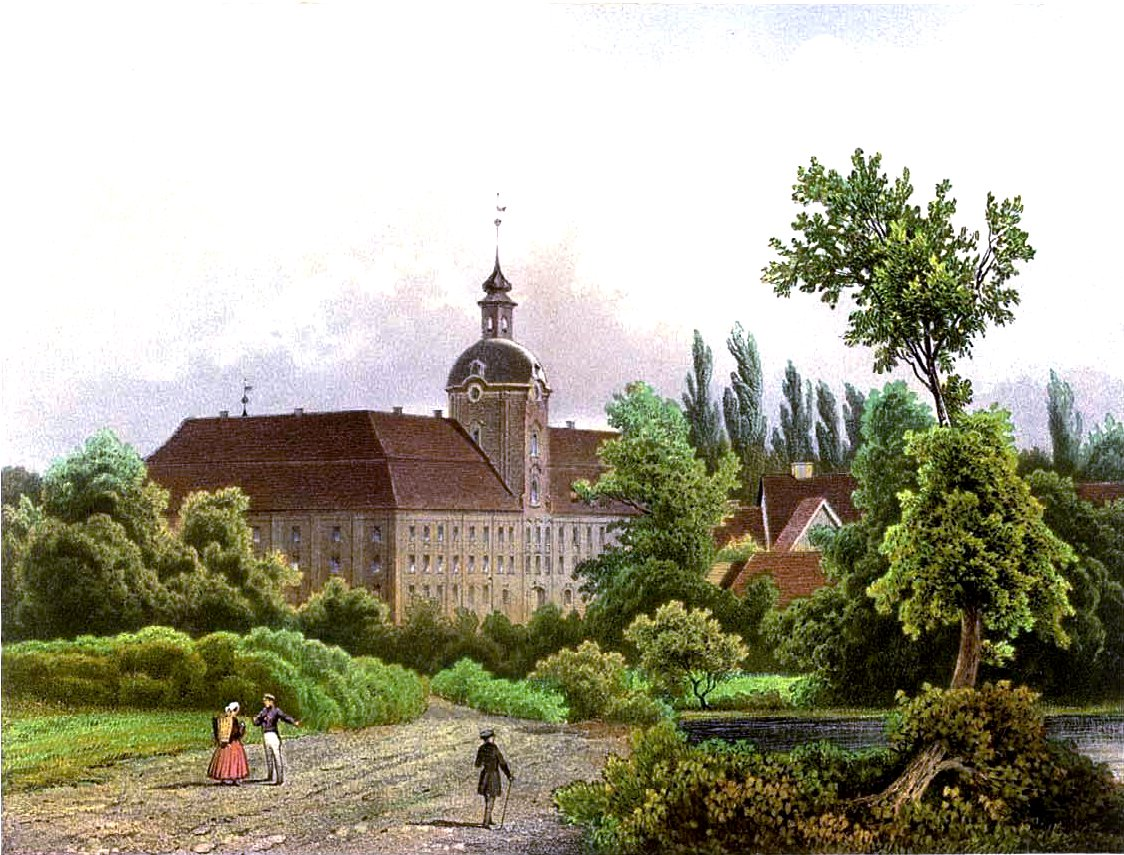
Schloss Lieberose um 1861/62, Sammlung Alexander Duncker

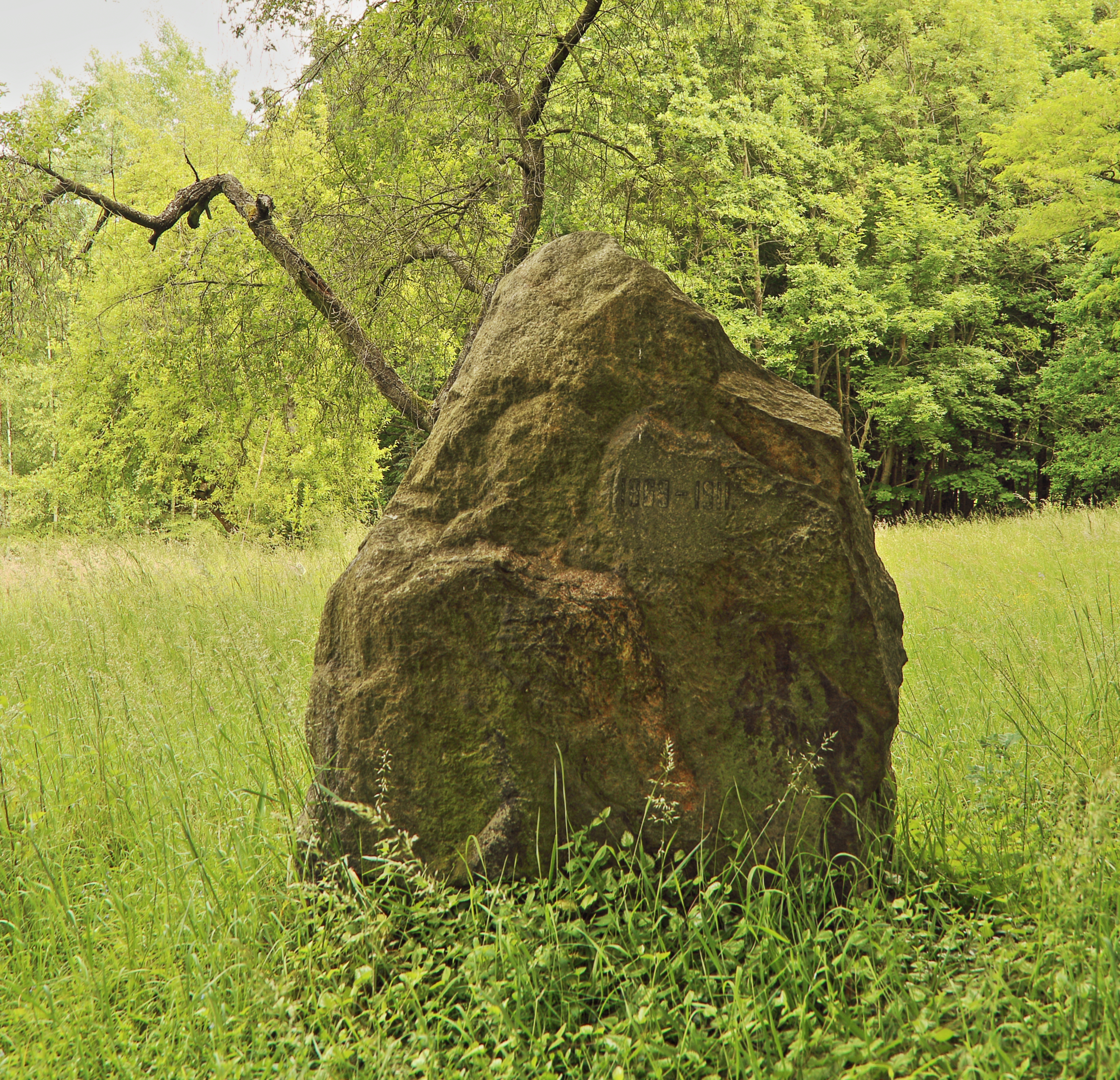
Der Dietrichstein im Schlosspark Lieberose erinnert an Schulenburgs Zeit als Standesherr (1869–1911)

Dietrich Friedrich Joachim Graf von der Schulenburg(-Lieberose) (* 15. August 1849 in Lieberose; † 17. Januar 1911 ebenda) war ein deutscher Standesherr und Politiker.

## Familie
Dietrich von der Schulenburg entstammte der Schwarzen Linie der weit verzweigten Adelsfamilie von der Schulenburg. Er war ältester Sohn des Standesherrn der Herrschaft Lieberose Friedrich Albrecht Graf von der Schulenburg (1801–1869) und dessen Ehefrau Karoline von Münchow (1820–1890).
Schulenburg heiratete 1872 Hedwig, geb. von Gräfin von Saldern (1854–1944). Eine ihrer beiden Töchter war Sigrid von der Schulenburg. Erbe wurde sein jüngerer Bruder Otto (1857–1945). Ihm übergab er Lieberose, die Standesherrschaft und Schloss mit Hollbrunn 11624 ha, die Rittergüter Lamsfeld 430 ha, Mochlitz mit 850 ha sowie Trebitz mit 900 ha, teils verpachtet, die dieser später in eine Waldgutstiftung umwandelte. Der Schriftsteller Friedrich Georg von Rechenberg ist sein Neffe, Sohn seiner Schwester Hildegard Gräfin von der Schulenburg-Lieberose.

## Leben
Dietrich von der Schulenburg trat 20-jährig nach dem Tod seines Vaters den ererbten Familienbesitz, die Standesherrschaft Lieberose und die Rittergüter Lamsfeld und Trebitz an, alle im Kreis Lübben gelegen, an. Er war Leutnant der Reserve im 1. Brandenburgischen Dragonerregiment und Kreisdeputierter im Landkreis Lübben. Sein Besitztum wird im 1879 erstmals amtlich publizierten Generaladressbuch der Rittergutsbesitzer des Königreiches Preußen mit über 11607 ha für Lieberose und weiteren kreistagsfähigen Rittergütern in der Umgegend nachgewiesen.
1879 mit Vollenden des 30. Lebensjahres konnte er den erblichen Sitz der Familie im Preußischen Herrenhaus einnehmen. Schulenburg-Lieberose gehörte dem Herrenhaus bis zu seinem Tod 1911 an.
1909 wurde er Ehrenmitglied der Niederlausitzer Gesellschaft für Anthropologie und Altertumskunde. Bereits 1881 trat er dem Johanniterorden bei und wurde sieben Jahre später dort Rechtsritter.